# Mestre Internacional de Xadrez
Mestre Internacional (MI) é um dos títulos vitalícios concedidos pela Federação Internacional de Xadrez aos enxadristas profissionais. É o segundo maior título concedido a um enxadrista, abaixo apenas de Grande Mestre de Xadrez, e é concedido àqueles que tenham obtido a pontuação igual ou superior a 2.400 pontos pelo rating clássico da FIDE. e três normas de MI em pelo menos 26 ou 27 partidas válidas.
O título foi criado em 1950, de modo que os requisitos para obtenção desse título mudaram ao longo dos anos. Em 2020, haviam cerca de 3.800 MIs ativos. O recorde de pessoa mais jovem a obter o título de MI pertence a Abhimanyu Mishra, que alcançou o título com 10 anos, nove meses e três dias.